# Le Passager (roman)
Pour les articles homonymes, voir Le Passager.
Le Passager est le neuvième roman de Jean-Christophe Grangé. Il est paru en septembre 2011.
Selon son auteur, ce livre est conçu dans le même esprit qu'une série télé, épisode par épisode.[réf. souhaitée]

## Résumé
Mathias Freire, un psychiatre ayant perdu goût à son travail, reçoit un nouveau « client » ayant perdu sa mémoire du jour au lendemain. Mais il s'avère que cet homme fut retrouvé proche d'une scène de crime bestiale. Peu à peu, le psychiatre se retrouve en ce patient et commence à se remettre en cause. Est-il lui aussi un « passager sans bagages » ayant perdu sa mémoire ? Alors, Mathias deviendra un hors-la-loi pourchassant son passé possible de tueur.

## Éditions
Édition imprimée originale
- Jean-Christophe Grangé, Le Passager : roman, Paris, éd. Albin Michel, 31 août 2011, 749 p., 24 cm (ISBN 978-2-226-22132-2, BNF 42515120)

Livre audio
- Jean-Christophe Grangé, Le Passager : texte intégral, Paris, éd. Audiolib, 12 octobre 2011 (ISBN 978-2-35641-251-5, BNF 42525457)Texte intégral ; narrateur : Jean-Christophe Lebert ; support : 2 disques compacts audio MP3 ; durée : 22 h 50 min environ ; référence éditeur :  Audiolib 25 0287 0.

Édition au format de poche
- Jean-Christophe Grangé, Le Passager, Paris, Librairie générale française, coll. « Le Livre de poche » (no 32981), 2 mai 2013, 980 p., 18 cm (ISBN 978-2-253-17573-5, BNF 43639396)

## Adaptation
Thomas Anargyros et Édouard de Vésinne produisent l'adaptation télévisée de ce roman qui est diffusée sur France 2 en 6 épisodes de 52 minutes, en novembre 2015. Jean-Hugues Anglade y tient le rôle de Mathias Freire et Raphaëlle Agogué celui d'Anaïs Chatelet.